# Tactusa pars
Tactusa pars là một loài bướm đêm thuộc họ Erebidae. Nó được tìm thấy ở miền tây Thái Lan và miền tây Malaysia.
Sải cánh dài 10–11 mm. 